# ギラン
ギラン（Gillan）は、イアン・ギランが1978年にイアン・ギラン・バンドを解体して再結成したバンドである。NWOBHM・シーンの中で頭角を現す。1982年解散。

## 略歴
1978年にイアン・ギランとコリン・タウンズを中心にグループ名をシンプルにギランとして再始動。ギタリストにはスティーヴ・バード、ドラムにはリアム・ゲノッキー/ピート・バーナクルを迎え、ギラン名義のファースト・アルバム『ギラン』は本国ではリリースされずにオーストラリア、ニュージーランドそして日本でのみの発売となった。日本でのディストリビュートは東芝傘下のイーストワールド。
グループはマーキーなどクラブを中心に活動を再開し、よりシーンを見据えた人選をはかりタウンズとギランに、ギタリストのバーニー・トーメ、ドラマーのミック・アンダーウッド、ベーシストのジョン・マッコイの5人がリフレッシュされた布陣となる（なおイアン・ペイスはオーディションで落選している）。本国での最初のアルバムにあたる『ミスター・ユニバース』を1979年にリリース、翌1980年にはヴァージン・レコードと契約してアルバム『グローリー・ロード』を制作発表すると、NWOBHMの流れに乗って英国のレディング・フェスティヴァルや欧州各地のフェスティヴァルのヘッドライナー・クラスとして出演する。1981年にはアルバム『フューチャー・ショック』が全英2位のヒットとなるが、ギランのサウンドの要だったバーニー・トーメが金銭問題でバンドを離れることになり、トーメに変わりギタリストのヤニック・ガーズがグループに加わる。グループは1982年までにアルバム『ダブル・トラブル』、『マジック』を制作。好調な活動を続けたがイアン・ギランが声帯を治癒するためにグループの活動を停止すると声明を発表した。
現在までにタウンズは映画音楽の仕事でキャリアを積み、マッコイはインディーレーベルの制作者、トーメはソロ・ギタリストとしての地位を築き上げ、アンダーウッドはセッション・ドラマーとして活動する他、ヤニック・ガーズは1990年よりアイアン・メイデンのギタリストとして活動している。

## メンバー
- イアン・ギラン (Ian Gillan) - ボーカル (1978年-1982年)
- ジョン・マッコイ (John McCoy) - ベース (1978年-1982年)
- コリン・タウンズ (Colin Towns) - キーボード (1978年-1982年)
- スティーヴ・バード (Steve Byrd) - ドラム (1978年-1979年)
- リアム・ゲノッキー (Liam Genockey) - ドラム (1978年)
- ピート・バーナクル (Pete Barnacle) - ドラム (1978年-1979年)
- ミック・アンダーウッド (Mick Underwood) - ドラム (1979年-1982年)
- バーニー・トーメ (Bernie Tormé) - ギター (1979年-1981年)
- ヤニック・ガーズ (Janick Gers) - ギター (1981年-1982年)

## ディスコグラフィ

### スタジオ・アルバム
- 『ギラン』 - Gillan (1978年、East World)
- 『ミスター・ユニバース』 - Mr. Universe (1979年、Acrobat)
- 『グローリー・ロード』 - Glory Road (1980年、Virgin)
- 『フューチャー・ショック』 - Future Shock (1981年、Virgin)
- 『ダブル・トラブル』 - Double Trouble (1981年、Virgin)
- 『マジック』 - Magic (1982年、Virgin)

### ライブ・アルバム
- Live at Reading '80 (1990年、Raw Fruit)
- The BBC Tapes Vol 1: Dead of Night 1979 (1998年、RPM)
- The BBC Tapes Vol 2: Unchain Your Brain 1980 (1998年、RPM)
- 『ギラン・アット・ザ・BBC』 - Live At The BBC - 79/80 (1999年、Angel Air)
- Live Tokyo Shinjuku Koseinenkin Hall (2001年、Angel Air)
- On The Rocks Live in Germany, June 1981 (2002年、Angel Air)
- Live Wembley 17 December 1982 (2002年、Angel Air)
- Mutually Assured Destruction Glasgow 1982 (2006年、Angel Air)
- Live At The Marquee 1978 (2008年、Angel Air)
- No Easy Way CD:Live Hammersmith 1980, DVD:Live Edinburgh 1980 (2008年、Angel Air)
- Triple Trouble (2009年、Edsel) ※1981年/1982年録音

### コンピレーション・アルバム
- The Gillan Tapes Vol. 1 (1997年、Angel Air)
- The Gillan Tapes Vol. 2 (1999年、Angel Air)
- 『ザ・テイプス・ヴォリューム3』 - The Gillan Tapes Vol. 3 (2000年、Angel Air)
- Unchain Your Brain: The Best Of Gillan (2007年、Music Club)
- The Gillan Singles Box Set (2007年、Edsel)
- The Vinyl Collection 1979-1982 (2016年)

### DVD
- Live Edinburgh 1980 (2006年、Angel Air)
- The Glory Years (2008年、Eagle Rock) ※1981年ライブ録音